# 제1차 사토 내각 (제3차 개조)
제1차 사토 제3차 개조내각(일본어: 第1次佐藤第3次改造内閣)은  사토 에이사쿠가 제61대 내각총리대신으로 임명되어, 1966년 12월 3일부터 1967년 2월 17일까지 존재한 일본의 내각이다.
제1차 사토 제2차 개조내각의 개조내각이다.

## 개요
1966년 후반부터 다나카 쇼지 의원의 불미스런 사건(국제흥업 회장 협박 사건)을 시작으로 교와제당 부정융자사건까지 확대된 정치권의 검은 안개 사건이 일어나던 와중에 12월 1일 자유민주당은 히비야 공회당에서 제8회 임시당대회를 열어 자유민주당 총재 투표를 실시했다. 사토 에이사쿠 자유민주당 총재(수상)는 289표를 얻어 재선에 성공했지만 대립 후보들로부터 받은 비판표가 170표를 넘는 결과를 낳았다.
자유민주당 총재 결과를 받아들인 사토 에이사쿠는 당3역을 쇄신하는 작업을 단행하여 이틀 후인 12월 3일에 내각 개조를 했다. 그러나 사토 정권에 대한 국민의 불신감이 확산되고 있음을 느낀 사토는 새해를 얼마 앞둔 12월 27일에 제54회 통상 국회를 소집해 그날 중의원 해산(검은 안개 해산)을 단행해 제31회 중의원 의원 총선거에 출마하게 됐다.

## 각료
- 내각총리대신 - 사토 에이사쿠(사토파)
- 법무대신 - 다나카 이사지(이시이파)
- 외무대신 - 미키 다케오(미키파)
- 대장대신 - 미즈타 미키오(무라카미파)
- 문부대신 - 겐노키 도시히로(참의원 의원)
- 후생대신 - 보 히데오(후쿠다파)
- 농림대신 - 구라이시 다다오(후쿠다파)
- 통상산업대신 - 간노 와타로(미키파)
- 운수대신 - 오하시 다케오(마에노파)
- 우정대신 - 고바야시 다케지(참의원 의원)
- 노동대신 - 하야카와 다카시(미키파)
- 건설대신, 긴키권 정비 장관, 중부권 개발 정비 장관, 수도권 정비위원회 위원장 - 니시무라 에이이치(사토파)
- 자치대신, 국가공안위원회 위원장 - 후지에다 센스케(가와시마파)
- 내각관방장관 - 후쿠나가 겐지(마에오파)
- 총리부 총무장관 - 쓰카하라 도시오(사토파)
- 행정관리청 장관 - 마쓰다이라 이사오(참의원 의원)
- 홋카이도 개발청 장관, 과학기술청 장관 - 니카이도 스스무(사토파)
- 방위청 장관 - 마스다 가네시치(사토파)
- 경제기획청 장관 - 미야자와 기이치(마에오파)
  - 내각법제국 장관 - 다카쓰지 마사미
  - 내각관방부장관(정무) - 기무라 도시오
  - 내각관방부장관(사무) - 이시오카 미노루
  - 총리부 총무부장관(정무) - 우에무라 센이치로
  - 총리부 총무부장관(사무) - 호리 히데오

## 정무 차관
모두 전임 내각으로부터 유임됐다.
- 법무 정무 차관 - 이하라 기시타카
- 외무 정무 차관 - 다나카 에이이치
- 대장 정무 차관 - 오자와 다쓰오, 마루모 시게사다
- 문부 정무 차관 - 다니카와 가즈오
- 후생 정무 차관 - 마쓰야마 지에코
- 농림 정무 차관 - 구사노 이치로베이, 누쿠미 사부로
- 통상 산업 정무 차관 - 우노 소스케, 가네마루 도미오
- 운수 정무 차관 - 가네마루 신
- 우정 정무 차관 - 다자와 기치로
- 노동 정무 차관 - 가이후 도시키
- 건설 정무 차관 - 시부야 나오조
- 자치 정무 차관 - 이토 다카하루
- 행정 관리 정무 차관 - 우라노 사치오
- 홋카이도 개발 정무 차관 - 기지마 요시오
- 방위 정무 차관 - 하세가와 진
- 경제 기획 정무 차관 - 가네코 잇페이
- 과학 기술 정무 차관 - 시세키 이헤이

## 자유민주당
내각 개조에 의한 자유민주당 임원 개선을 단행했다. 다나카 가쿠에이 간사장은 정치권에 불거진 검은 안개 사건에 대한 집행부의 책임을 명확화 하기 위해 후쿠다 다케오와 교체했다. 하지만 후쿠다 간사장 기용의 본질적인 이유는 ‘사토의 후계자는 후쿠다’라는 사토와 그의 친형인 기시 노부스케의 뜻이기도 했다. 다나카는 자민당 도시정책조사회장이라는 직책을 맡았지만 이전에 도시 정책, 국토 정책을 연구하여 훗날 일본 열도 개조론에 결실을 맺게 됐다. 또한 가와시마 쇼지로 부총재도 검은 안개 사건의 책임을 지기 위해 사직을 신청하여 사임했다.
- 간사장 - 후쿠다 다케오(후쿠다파)
- 총무회장 - 시이나 에쓰사부로(가와시마파)
- 정무조사회장 - 니시무라 나오미(사토파)

## 참고 문헌
- 하타 이쿠히코 편 《일본 관료제 종합 사전 : 1868 ~ 2000》(도쿄 대학 출판회, 2001년)